# Tirreno-Adriatico 2021
La Tirreno-Adriatico 2021, cinquantaseiesima edizione della corsa, valida come quinta prova dell'UCI World Tour 2021 categoria 2.UWT, si svolse in sette tappe dal 10 al 16 marzo 2021 su un percorso di 1 109,1 km, con partenza da Lido di Camaiore e arrivo a San Benedetto del Tronto, sede della cronometro individuale finale, in Italia. La vittoria fu appannaggio dello sloveno Tadej Pogačar, che completò il percorso in 26h36'17", alla media di 41,688 km/h, precedendo il belga Wout Van Aert e lo spagnolo Mikel Landa.
Sul traguardo di San Benedetto del Tronto 159 ciclisti, su 175 partiti da Lido di Camaiore, portarono a termine la competizione.
La corsa si snodò in cinque regioni dell’Italia centrale: la Toscana, l’Umbria, il Lazio, l’Abruzzo e le Marche.

## Tappe
| Tappa  | Data     | Percorso                                                                | km      | Vincitore di tappa   | Leader cl. generale |
| ------ | -------- | ----------------------------------------------------------------------- | ------- | -------------------- | ------------------- |
| 1ª     | 10 marzo | Lido di Camaiore > Lido di Camaiore                                     | 156     | Wout Van Aert        | Wout Van Aert       |
| 2ª     | 11 marzo | Camaiore > Chiusdino                                                    | 202     | Julian Alaphilippe   | Wout Van Aert       |
| 3ª     | 12 marzo | Monticiano > Gualdo Tadino                                              | 219     | Mathieu van der Poel | Wout Van Aert       |
| 4ª     | 13 marzo | Terni > Prati di Tivo                                                   | 148     | Tadej Pogačar        | Tadej Pogačar       |
| 5ª     | 14 marzo | Castellalto > Castelfidardo                                             | 205     | Mathieu van der Poel | Tadej Pogačar       |
| 6ª     | 15 marzo | Castelraimondo > Lido di Fermo                                          | 169     | Mads Würtz Schmidt   | Tadej Pogačar       |
| 7ª     | 16 marzo | San Benedetto del Tronto > San Benedetto del Tronto (cron. individuale) | 10,1    | Wout Van Aert        | Tadej Pogačar       |
| Totale | Totale   | Totale                                                                  | 1 109,1 |                      |                     |

## Squadre e corridori partecipanti
| N.      | Cod. | Squadra                     |
| ------- | ---- | --------------------------- |
| 1-7     | BEX  | Team BikeExchange           |
| 11-17   | ACT  | AG2R Citroën Team           |
| 21-27   | ALP  | Alpecin-Fenix               |
| 31-37   | ANS  | Androni Giocattoli-Sidermec |
| 41-47   | AST  | Astana-Premier Tech         |
| 51-57   | TBV  | Bahrain Victorious          |
| 61-67   | BOH  | Bora-Hansgrohe              |
| 71-77   | COF  | Cofidis                     |
| 81-87   | DQT  | Deceuninck-Quick Step       |
| 91-97   | EFN  | EF Education-Nippo          |
| 101-107 | EOK  | Eolo-Kometa Cycling Team    |
| 111-117 | GAZ  | Gazprom-RusVelo             |
| 121-127 | GFC  | Groupama-FDJ                |

| N.      | Cod. | Squadra                  |
| ------- | ---- | ------------------------ |
| 131-137 | IGD  | Ineos Grenadiers         |
| 141-147 | IWG  | Intermarché-Wanty-Gobert |
| 151-157 | ISN  | Israel Start-Up Nation   |
| 161-167 | JBV  | Jumbo-Visma              |
| 171-177 | LTS  | Lotto Soudal             |
| 181-187 | MOV  | Movistar Team            |
| 191-197 | ARK  | Team Arkéa-Samsic        |
| 201-207 | DSM  | Team DSM                 |
| 211-217 | TQA  | Team Qhubeka Assos       |
| 221-227 | TDE  | Total Direct Énergie     |
| 231-237 | TFS  | Trek-Segafredo           |
| 241-247 | UAD  | UAE Team Emirates        |

## Dettagli delle tappe

### 1ª tappa
- 10 marzo: Lido di Camaiore > Lido di Camaiore – 156 km

Risultati
| Pos. | Corridore        | Squadra | Tempo    |
| ---- | ---------------- | ------- | -------- |
| 1    | Wout Van Aert    | Jumbo   | 3h36'17" |
| 2    | Caleb Ewan       | Lotto   | s.t.     |
| 3    | Fernando Gaviria | UAE     | s.t.     |

| Pos. | Corridore        | Squadra | Tempo    |
| ---- | ---------------- | ------- | -------- |
| 1    | Wout Van Aert    | Jumbo   | 3h36'07" |
| 2    | Caleb Ewan       | Lotto   | a 4"     |
| 3    | Fernando Gaviria | UAE     | a 6"     |

### 2ª tappa
- 11 marzo: Camaiore > Chiusdino – 202 km

Risultati
| Pos. | Corridore            | Squadra    | Tempo    |
| ---- | -------------------- | ---------- | -------- |
| 1    | Julian Alaphilippe   | Deceuninck | 5h01'32" |
| 2    | Mathieu van der Poel | Alpecin    | s.t.     |
| 3    | Wout Van Aert        | Jumbo      | s.t.     |

| Pos. | Corridore            | Squadra    | Tempo    |
| ---- | -------------------- | ---------- | -------- |
| 1    | Wout Van Aert        | Jumbo      | 8h37'35" |
| 2    | Julian Alaphilippe   | Deceuninck | a 4"     |
| 3    | Mathieu van der Poel | Alpecin    | a 8"     |

### 3ª tappa
- 12 marzo: Monticiano > Gualdo Tadino – 219 km

Risultati
| Pos. | Corridore            | Squadra    | Tempo    |
| ---- | -------------------- | ---------- | -------- |
| 1    | Mathieu van der Poel | Alpecin    | 5h24'18" |
| 2    | Wout Van Aert        | Jumbo      | s.t.     |
| 3    | Davide Ballerini     | Deceuninck | s.t.     |

| Pos. | Corridore            | Squadra    | Tempo     |
| ---- | -------------------- | ---------- | --------- |
| 1    | Wout Van Aert        | Jumbo      | 14h01'47" |
| 2    | Mathieu van der Poel | Alpecin    | a 4"      |
| 3    | Julian Alaphilippe   | Deceuninck | a 10"     |

### 4ª tappa
- 13 marzo: Terni > Prati di Tivo – 148 km

Risultati

| Pos. | Corridore      | Squadra      | Tempo    |
| ---- | -------------- | ------------ | -------- |
| 1    | Tadej Pogačar  | UAE          | 3h51'24" |
| 2    | Simon Yates    | BikeExchange | a 6"     |
| 3    | Sergio Higuita | EF           | a 29"    |

| Pos. | Corridore      | Squadra | Tempo     |
| ---- | -------------- | ------- | --------- |
| 1    | Tadej Pogačar  | UAE     | 17h53'21" |
| 2    | Wout Van Aert  | Jumbo   | a 35"     |
| 3    | Sergio Higuita | EF      | s.t.      |

### 5ª tappa
- 14 marzo: Castellalto > Castelfidardo – 205 km

Risultati
| Pos. | Corridore            | Squadra | Tempo    |
| ---- | -------------------- | ------- | -------- |
| 1    | Mathieu van der Poel | Alpecin | 4h48'17" |
| 2    | Tadej Pogačar        | UAE     | a 10"    |
| 3    | Wout Van Aert        | Jumbo   | a 49"    |

| Pos. | Corridore     | Squadra | Tempo     |
| ---- | ------------- | ------- | --------- |
| 1    | Tadej Pogačar | UAE     | 22h41'41" |
| 2    | Wout Van Aert | Jumbo   | a 1'15"   |
| 3    | Mikel Landa   | Bahrain | a 3'00"   |

### 6ª tappa
- 15 marzo: Castelraimondo > Lido di Fermo – 169 km

Risultati
| Pos. | Corridore          | Squadra | Tempo    |
| ---- | ------------------ | ------- | -------- |
| 1    | Mads Würtz Schmidt | Israel  | 3h42'09" |
| 2    | Brent Van Moer     | Lotto   | s.t.     |
| 3    | Simone Velasco     | Gazprom | s.t.     |

| Pos. | Corridore     | Squadra | Tempo     |
| ---- | ------------- | ------- | --------- |
| 1    | Tadej Pogačar | UAE     | 26h24'59" |
| 2    | Wout Van Aert | Jumbo   | a 1'15"   |
| 3    | Mikel Landa   | Bahrain | a 3'00"   |

### 7ª tappa
- 16 marzo: San Benedetto del Tronto > San Benedetto del Tronto – Cronometro individuale – 10,1 km

Risultati
| Pos. | Corridore     | Squadra  | Tempo  |
| ---- | ------------- | -------- | ------ |
| 1    | Wout Van Aert | Jumbo    | 11'06" |
| 2    | Stefan Küng   | Groupama | a 6"   |
| 3    | Filippo Ganna | Ineos    | a 11"  |

| Pos. | Corridore     | Squadra | Tempo     |
| ---- | ------------- | ------- | --------- |
| 1    | Tadej Pogačar | UAE     | 26h36'17" |
| 2    | Wout Van Aert | Jumbo   | a 1'03"   |
| 3    | Mikel Landa   | Bahrain | a 3'57"   |

## Evoluzione delle classifiche
| Tappa              | Vincitore            | Classifica generale Maglia azzurra | Classifica a punti Maglia ciclamino | Classifica scalatori Maglia verde | Classifica giovani Maglia bianca | Classifica a squadre  |
| ------------------ | -------------------- | ---------------------------------- | ----------------------------------- | --------------------------------- | -------------------------------- | --------------------- |
| 1ª                 | Wout Van Aert        | Wout Van Aert                      | Wout Van Aert                       | Vincenzo Albanese                 | Mattia Bais                      | Deceuninck-Quick Step |
| 2ª                 | Julian Alaphilippe   | Wout Van Aert                      | Wout Van Aert                       | Vincenzo Albanese                 | Pavel Sivakov                    | Deceuninck-Quick Step |
| 3ª                 | Mathieu van der Poel | Wout Van Aert                      | Wout Van Aert                       | Vincenzo Albanese                 | Tadej Pogačar                    | Deceuninck-Quick Step |
| 4ª                 | Tadej Pogačar        | Tadej Pogačar                      | Wout Van Aert                       | Tadej Pogačar                     | Tadej Pogačar                    | Ineos Grenadiers      |
| 5ª                 | Mathieu van der Poel | Tadej Pogačar                      | Wout Van Aert                       | Tadej Pogačar                     | Tadej Pogačar                    | Astana-Premier Tech   |
| 6ª                 | Mads Würtz Schmidt   | Tadej Pogačar                      | Wout Van Aert                       | Tadej Pogačar                     | Tadej Pogačar                    | Astana-Premier Tech   |
| 7ª                 | Wout Van Aert        | Tadej Pogačar                      | Wout Van Aert                       | Tadej Pogačar                     | Tadej Pogačar                    | Astana-Premier Tech   |
| Classifiche finali | Classifiche finali   | Tadej Pogačar                      | Wout Van Aert                       | Tadej Pogačar                     | Tadej Pogačar                    | Astana-Premier Tech   |

Maglie indossate da altri ciclisti in caso di due o più maglie vinte
- Nella 2ª tappa Caleb Ewan ha indossato la maglia ciclamino al posto di Wout Van Aert.
- Nella 3ª tappa Fernando Gaviria ha indossato la maglia ciclamino al posto di Wout Van Aert.
- Nella 4ª tappa Davide Ballerini ha indossato la maglia ciclamino al posto di Wout Van Aert.
- Dalla 5ª alla 7ª tappa Mads Würtz Schmidt ha indossato la maglia verde al posto di Tadej Pogačar
- Nella 5ª tappa Sergio Higuita ha indossato la maglia bianca al posto di Tadej Pogačar.
- Nella 6ª e 7ª tappa Egan Bernal ha indossato la maglia bianca al posto di Tadej Pogačar.

## Classifiche finali

### Classifica generale - Maglia azzurra
| Pos. | Corridore       | Squadra      | Tempo     |
| ---- | --------------- | ------------ | --------- |
| 1    | Tadej Pogačar   | UAE          | 26h36'17" |
| 2    | Wout Van Aert   | Jumbo        | a 1'03"   |
| 3    | Mikel Landa     | Bahrain      | a 3'57"   |
| 4    | Egan Bernal     | Ineos        | a 4'13"   |
| 5    | Matteo Fabbro   | Bora         | a 4'37"   |
| 6    | João Almeida    | Deceuninck   | a 4'54"   |
| 7    | Tim Wellens     | Lotto        | a 5'00"   |
| 8    | Romain Bardet   | DSM          | a 5'50"   |
| 9    | Vincenzo Nibali | Trek         | a 6'30"   |
| 10   | Simon Yates     | BikeExchange | a 7'45"   |

### Classifica a punti - Maglia ciclamino
| Pos. | Corridore            | Squadra | Punti |
| ---- | -------------------- | ------- | ----- |
| 1    | Wout Van Aert        | Jumbo   | 55    |
| 2    | Tadej Pogačar        | UAE     | 42    |
| 3    | Mathieu van der Poel | Alpecin | 39    |
| 4    | Mads Würtz Schmidt   | Israel  | 20    |
| 5    | Sergio Higuita       | EF      | 15    |

### Classifica scalatori - Maglia verde
| Pos. | Corridore            | Squadra      | Punti |
| ---- | -------------------- | ------------ | ----- |
| 1    | Tadej Pogačar        | UAE          | 24    |
| 2    | Mads Würtz Schmidt   | Israel       | 20    |
| 3    | Mathieu van der Poel | Alpecin      | 18    |
| 4    | Jan Bakelants        | Intermarché  | 16    |
| 5    | Simon Yates          | BikeExchange | 15    |

### Classifica giovani - Maglia bianca
| Pos. | Corridore     | Squadra    | Tempo     |
| ---- | ------------- | ---------- | --------- |
| 1    | Tadej Pogačar | UAE        | 26h36'17" |
| 2    | Egan Bernal   | Ineos      | a 4'13"   |
| 3    | João Almeida  | Deceuninck | a 4'54"   |
| 4    | Tobias Foss   | Jumbo      | a 12'39"  |
| 5    | Pavel Sivakov | Ineos      | a 14'58"  |

### Classifica a squadre
| Pos. | Squadra             | Tempo     |
| ---- | ------------------- | --------- |
| 1    | Astana-Premier Tech | 80h16'45" |
| 2    | Ineos Grenadiers    | a 2'48"   |
| 3    | Movistar Team       | a 13'15"  |
| 4    | Jumbo-Visma         | a 14'12"  |
| 5    | Team DSM            | a 17'34"  |